# Afrosepsis camerounica
Afrosepsis camerounica är en tvåvingeart som beskrevs av Ozerov 1996. Afrosepsis camerounica ingår i släktet Afrosepsis och familjen svängflugor.
Artens utbredningsområde är Kamerun. Inga underarter finns listade i Catalogue of Life.